# Tirso González de Santalla
Tirso González de Santalla (Arganza, 18 gennaio 1624 – Roma, 27 ottobre 1705) è stato un gesuita spagnolo, preposito generale dell'ordine dal 6 luglio 1687 alla morte.

## Biografia
Tirso González de Santalla nacque ad Arganza il 18 gennaio 1624. Professore di filosofia e teologia a Salamanca e brillante omileta, si interessò particolarmente al problema della certezza morale e della libertà individuale, prendendo posizione contro il probabilismo sostenuto dai più illustri teologi dalla Compagnia: tra il 1670 ed il 1672 scrisse il Fundamentum theologiae moralis, ma l'ordine ne proibì la pubblicazione, dietro decisione di cinque censori fra cui forse Martin de Esparza Artieda.
Appoggiato da papa Innocenzo XI, nel 1687 venne eletto generale della Compagnia e nel 1694 ottenne da Innocenzo XII l'autorizzazione a pubblicare la sua opera. Durante il suo generalato si sforzò di difendere l'ordine dai tentativi delle monarchie (soprattutto la Francia di Luigi XIV) di ingerenza negli affari interni: diede un notevole impulso all'attività missionaria nelle colonie spagnole d'America, in Cina e in India.